# The Unlikely Pilgrimage of Harold Fry
The Unlikely Pilgrimage of Harold Fry is een Britse film uit 2023, geregisseerd door Hettie Macdonald naar het gelijknamig boek van Rachel Joyce uit 2012.

## Verhaal
Harold Fry is een 65-jarige die een half jaar gepensioneerd is na een lange carrière als vertegenwoordiger in een brouwerij. Na de dood van hun zoon David meer dan twintig jaar geleden praten hij en zijn vrouw Maureen nauwelijks met elkaar en het enige dat zij doet is het huis schoonmaken. De enige sociale contacten die Harold heeft, bestaan uit een oppervlakkige babbel met zijn buurman Rex. Op een ochtend ontvangt hij een brief van een ex-collega Queenie, een van de weinigen waar hij ooit contact mee had, die afscheid neemt omdat ze terminaal ziek is. Harold schrijft een briefje terug en gaat dit in de brievenbus doen. Maar hij wandelt van de ene brievenbus naar de andere, steeds verder van huis. Bij een tankstation gekomen vertelt de jonge verkoopster dat hij moet geloven in de genezing want dat was ook gebeurd met een tante van haar. Harold besluit de brief niet enkel te posten maar ook naar Queenie in Berwick-upon-Tweed te wandelen, vanaf zijn huis in Kingsbridge een voettocht van 800 kilometer, totaal onvoorbereid. Hij belt het hospice waar Queenie verblijft om te zeggen dat ze moet blijven leven omdat hij te voet op weg is naar haar. Hij belt zijn vrouw en vertelt wat hij gaat doen dit tot grote woede van Maureen. Tijdens de wandeling komt hij heel wat mensen tegen die elk hun eigen verhaal vertellen en overdenkt hij zijn leven en het contact dat hij nooit had met zijn zoon die verslaafd werd en uiteindelijk zichzelf ophing. Na een aantal weken wandelen, pikt de pers zijn verhaal op en komt hij overal in het nationaal nieuws. Het gevolg is dat eerst een volger en daarna nog tientallen andere volgers meestappen met hem. Omdat deze grote groep voor ruime vertraging zorgt, laat hij hen op een bepaald moment achter. Na meer dan 80 dagen stappen en een twintigtal kilometer van zijn doel af wil hij opgeven maar deze maal na een telefoontje naar zijn vrouw, spoort ze hem aan door te zetten. Hij bereikt Queenie op tijd maar komt dan tot het besef dat hij haar niet zal kunnen redden. Maureen zoekt hem op en samen beseffen ze dat ze dankzij zijn pelgrimage terug nader tot elkaar gekomen zijn.

## Rolverdeling
| Acteur          | Personage        |
| --------------- | ---------------- |
| Jim Broadbent   | Harold Fry       |
| Penelope Wilton | Maureen          |
| Earl Cave       | David Fry        |
| Linda Bassett   | Queenie Hennessy |
| Joseph Mydell   | Rex              |

## Productie
De filmopnames vonden volledig op locatie plaats om te passen bij de wandeling van Harold in het verhaal. Het filmen begon in september 2021 in Devon er er werd gefilmd in onder meer Kingsbridge, Loddiswell, South Brent, Higher Dean, Buckfast, Exeter, Tiverton en Appledore. Er werd ook gefilmd in Bath, Somerset en Gloucestershire, Ripley, Derbyshire en op de grens tussen Wakefield en Dewsbury, en Sheffield, Yorkshire.
Er werd een soundtrack met muziek en originele nummers uit de film uitgebracht met twee originele songs geschreven en uitgevoerd door Sam Lee.

### Release en ontvangst
The Unlikely Pilgrimage of Harold Fry ging op 28 april 2023 in première in het Verenigd Koninkrijk en kreeg overwegend positieve kritieken van de filmcritici, met een score van 83% op Rotten Tomatoes, gebaseerd op 29 beoordelingen.